# Окра (река)
О́кра (бел. О́кра) — река в Жлобинском районе Гомельской области (Беларусь), левый приток Днепра. Длина реки 31 километр, площадь водосбора 293 км².
Начинается Окра южнее деревни Кирово, течёт в общем юго-западном направлении по территории Приднепровской низменности. 18 % площади водосбора заняты лесами, в нижнем течении хвойными. На реке расположены населённые пункты Старая Рудня, Завод, Барановка и Глушица.
Русло Окры в верхнем и частично в среднем течении канализировано, в нижнем извилистое, ширина реки в межень 5—15 м. Берега умеренно крутые, в нижнем течении обрывистые, высотой 0,5—1,5 м. Ширина речной долины от 0,3 до 2,5 км, её склоны пологие и имеют высоту 3-5 метров. Пойма реки занята лугами, в нижнем течении — болотами, имеет ширину 150—350 м. Устье расположено недалеко от деревни Боровуха. Среднегодовой расход воды в устье 1,2 м³/с, на период весеннего половодья приходится около 68 % годового стока.
Средний наклон водной поверхности 0,6 ‰. Основной приток — Руденка (слева).
Название Окра может быть объяснено при сопоставлении с фактами абхазо-адыгских языков: акуара — «речка», буквально «течь, стекать».
В 2008 году в реке были обнаружены останки древнего лесного слона, исчезнувшего как вид примерно 95 тысяч лет назад.